# ادریس عبدالوکیل
ادریس عبدالوکیل (انگلیسی: Idris Abdul Wakil; زاده ۱۰ آوریل ۱۹۲۵ – درگذشته ۱۵ مارس ۲۰۰۰) سیاستمدار اهل تانزانیا بود. وی از ۱۹۸۵ تا ۱۹۹۰ چهارمین رئیس‌جمهور زنگبار بود.
ادریس عبدالوکیل در ۱۵ مارس ۲۰۰۰، در سن ۷۴ سالگی درگذشت.